# Слепенков, Яков Захарович
Яков Захарович Слепенков (15 ноября 1910, деревня Шеляково — 16 августа 1968, Рига) — советский лётчик-истребитель и военачальник, участник Советско-финской войны 1939—1940 годов и Великой Отечественной войны 1941—1945 годов. Герой Советского Союза (22.02.1943). Генерал-майор авиации (8.08.1955).

## Биография
Родился 15 ноября 1910 года в деревне Шеляково, ныне Невельского района Псковской области, в семье рабочего. Русский. Окончил семь классов. Работал в родном колхозе, затем чернорабочим на базе треста «Рудметаллторг» в Кронштадте, на Кронштадтском морском заводе. Окончил школу ФЗУ.
С июня 1928 года в Красной Армии. Окончил Военно-теоретическую школу ВВС РККА в Ленинграде в 1929 году, 1-ю военную школу лётчиков имени А. Ф. Мясникова в 1930 году . Член ВКП(б) с 1931 года. По окончании школы как один из лучших выпускников оставлен в ней и служил лётчиком-инструктором и командиром звена до мая 1936 года, когда вновь направлен на учёбу. В 1939 году успешно окончил Военно-воздушную академию РККА им. профессора Н. Е. Жуковского. С мая 1939 года служил в Управлении ВВС РККФ СССР помощником начальника отделения. Участник Советско-финской войны 1939—1940 годов: в числе других работников управления был откомандирован на фронт. После подписания перемирия с Финляндией вернулся на прежнее место службы, в мае 1941 года стал начальником отделения.
После начала Великой Отечественной войны в сентябре 1941 года направлен на Черноморский флот, назначен начальником штаба 62-го смешанного авиационного полка особого назначения, с января 1942 года — командир-дублёр этого полка. Воевал на Чёрном море, полк вёл напряженные боевые действия по поддержке обороняющих Перекопский перешеек советских войск (август-октябрь) и в Крымской оборонительной операции. В этих боях полк нанёс большой урон врагу (особенно ударами по наземным целям), но и сам понёс большие потери. В Крыму майор Слепенков открыл свой боевой счёт, сбив в воздушном бою 3 ноября у посёлка Семь Колодезей на истребителе МиГ-3 немецкий истребитель Ме-109.
В марте 1942 года был переведён в ВВС Балтийского флота и назначен командиром 21-го истребительного авиационного полка (8-я бомбардировочная авиационная бригада, ВВС Краснознамённого Балтийского флота). К октябрю 1942 года подполковник Я. З. Слепенков совершил 90 боевых вылетов, в 10 воздушных боях сбил 9 вражеских самолётов.
Указом Президиума Верховного Совета СССР «О присвоении звания Героя Советского Союза начальствующему и рядовому составу Военно-Морского флота» от 22 февраля 1943 года за «образцовое выполнение боевых заданий командования и проявленные при этом геройство и мужество» удостоен звания Героя Советского Союза с вручением ордена Ленина и медали «Золотая Звезда» (№ 868).
В июне 1943 года отозван с флота в Москву и назначен начальником лётной инспекции Управления боевой подготовки и формирования Главного управления ВВС ВМФ. В июне 1944 года возвращён на Балтику и назначен помощником командира 9-й штурмовой авиационной дивизии ВВС Балтийского флота, а с ноября 1944 года до Победы командовал этой дивизией. Воевал на истребителях Як-7, Як-9 и Як-3. Участник обороны Ленинграда, Тартуской, Таллинской, Моонзундской десантной, Восточно-Прусской, Берлинской наступательных операций. К 9 мая 1945 года полковник Я. З. Слепенков совершил 157 боевых вылетов, провёл 20 воздушных боёв, по данным наградных документов сбил 13 вражеских самолётов лично и 5 в группе (по данным исследований М. Ю. Быкова из этого числа подтверждены 11 личных побед аса). Лётчики дивизии под его командованием потопили 36 боевых кораблей и 16 транспортов противника, повредили до 40 кораблей и транспортов.
После окончания войны продолжал службу в ВВС Военно-Морского флота. С декабря 1945 года — младший преподаватель кафедры оперативно-тактического использования ВВС на Академических курсах офицерского состава ВВС и ПВО Военно-морского флота. В августе 1946 года направлен в распоряжение Главного разведывательного управления Генерального штаба Вооружённых Сил СССР, о подробностях его службы в два последующих года ничего не известно. В марте 1948 года был назначен старшим помощником военно-морского атташе Посольства СССР в Румынии, а в мае 1949 года сам стал военно-морским атташе в Румынии. В январе 1950 года вернулся в СССР, служил в 2-м Главном управлении Генерального штаба. С апреля 1950 года — старший инспектор по истребительной авиации Главной инспекции ВМФ. С мая по ноябрь 1953 года находился в распоряжении главного инспектора Министерства обороны СССР, затем назначен командиром 60-й истребительной авиационной дивизии ВВС 4-го ВМФ. С января 1956 года командующий ПВО — заместитель командующего ВВС Балтийского флота.
С января 1957 года служил в Войсках ПВО страны: командир отдельного Прибалтийского корпуса ПВО; с ноября 1958 года — первый заместитель командующего Отдельной Дальневосточной армией ПВО; с июля 1960 года — заместитель командующего 2-й отдельной армии ПВО по боевой подготовке — начальник отдела боевой подготовки штаба армии.
С июля 1961 года генерал-майор авиации Я. З. Слепенков — в запасе. Жил в Риге. Умер 13 августа 1968 года.

## Награды
- Медаль «Золотая Звезда» Героя Советского Союза № 868 (22.03.1943);
- два ордена Ленина (22.02.1943, 5.11.1954);
- шесть орденов Красного Знамени (13.05.1942, 06.08.1942, 07.08.1942, 26.11.1944, 20.06.1949, 04.06.1955);
- орден Суворова 3-й степени (29.06.1945);
- орден Красной Звезды (3.11.1944);
- медаль «За боевые заслуги» (11.04.1940);
- медаль «За оборону Ленинграда» (1942);
- медаль «За взятие Кёнигсберга» (1945);
- другие медали.

## Память
- Мемориальная плита с барельефом Героя установлена перед проходной Кронштадтского морского завода Министерства обороны РФ (город Кронштадт, ул. Петровская, д. 2).
- Мемориальная плита также установлена на Аллее Героев в городе Невель Псковской области.
- Улица и переулок в городе Невель Псковской области названы в его честь — ул. Слепенкова, переулок Слепенкова. Также в городе Полесск Калининградской области есть улица его имени.